# Journée internationale des monuments et des sites
La Journée internationale des monuments et des sites, également connue sous le nom de la Journée du patrimoine mondial, est une célébration internationale observée le 18 avril de chaque année dans le monde entier avec différents types d'activités, notamment des visites des monuments et des sites, des conférences, des tables rondes et des articles de presse pour sensibiliser à l'importance du patrimoine. 

## Histoire
La Journée internationale des monuments et des sites a été proposée par le Conseil international des monuments et des sites (ICOMOS) le 18 avril 1982 et approuvée par l'Assemblée générale de l' UNESCO en 1983. L'objectif est de sensibiliser à la diversité du patrimoine culturel de l'humanité, à sa vulnérabilité et aux efforts nécessaires à sa protection et à sa conservation ,.
Chaque année a un thème, par exemple le "Tourisme durable" en 2017., "Les paysages ruraux" en 2019, "Passés complexes : Des avenirs diversifiés" en 2021, "Patrimoine et climat" en 2022 et "Changements du patrimoine" en 2023.